# La Vie, l'Art et l'Amour

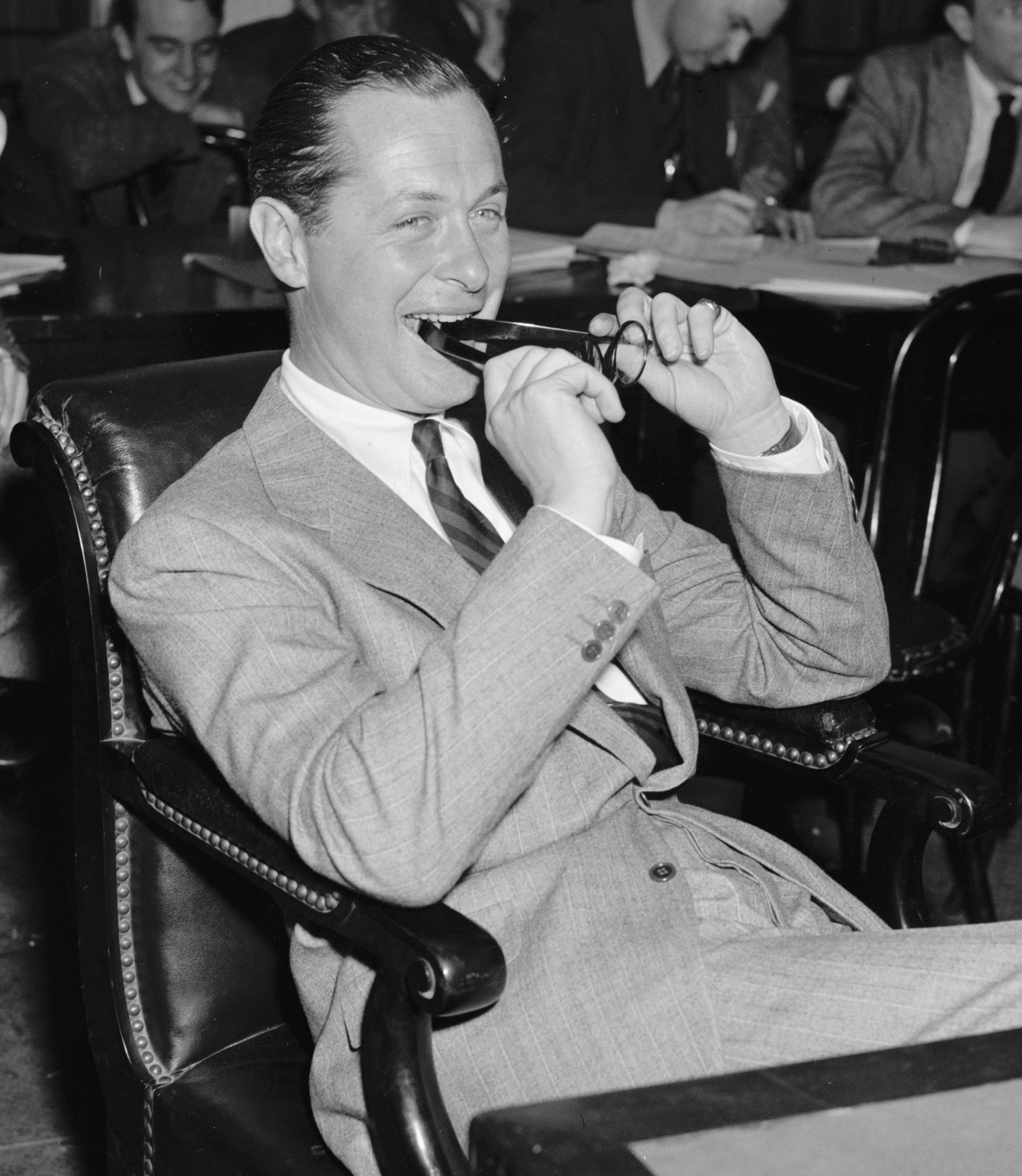
Robert Montgomery en avril 1939.

La Vie, l'Art et l'Amour (Live, Love and Learn) est un film américain en noir et blanc réalisé par George Fitzmaurice, sorti en 1937.

## Synopsis
Bob est un artiste en difficulté qui peint pour son propre amusement alors que Julie est une fille riche de la haute société. Quand ils se rencontrent, c'est le coup de foudre et ils se marient aussitôt. Vivant dans un petit appartement avec la compagnie constante d'Oscar, un ami proche, ils sont pauvres, mais heureux. Lorsque les journaux parlent de ses expositions de peinture dans un parc, Bob est soudainement mit au devant de la scène. Avec sa projection privée, il devient la nouvelle sensation de la société en se prenant très au sérieux, jusqu'au point de se priver du plaisir de vivre avec Julie. L'argent devient très vite la principale préoccupation de Bob mais ce n'est pas la vie que qu'espérait Julie.

## Fiche technique
- Titre : Live, Love and Learn
- Titre français : La Vie, l'Art et l'Amour
- Réalisation : George Fitzmaurice
- Scénario : Charles Brackett, Cyril Hume, Richard Maibaum
- Photographie : Ray June
- Montage : Conrad A. Nervig
- Musique : Edward Ward
- Producteur : Harry Rapf
- Société de production : Metro-Goldwyn-Mayer
- Pays de production :  États-Unis
- Langue d'origine : anglais américain
- Genre : comédie romantique
- Durée : 78 minutes
- Dates de sortie : 
  - États-Unis : 29 octobre 1937
  - France : 9 mars 1938

## Distribution
- Robert Montgomery : Bob Graham
- Rosalind Russell : Julie Stoddard
- Robert Benchley : Oscar
- Helen Vinson : Lily Chalmers
- Monty Woolley : M. Bawltitude
- E.E. Clive : M. Palmiston
- Mickey Rooney : Jerry Crump
- Charles Judels : Pedro Felipe
- Maude Eburne : Mme Crump
- Harlan Briggs : le juge de paix
- June Clayworth : Annabella Post
- Barnett Parker : Alfredo
- Al Shean : professeur Fraum